# Jegreg (Modo)
Jegreg is een bestuurslaag in het regentschap Lamongan van de provincie Oost-Java, Indonesië. Jegreg telt 4424 inwoners (volkstelling 2010).